# HDD ZM Olimpija 2001/02
Sezona 2001/02 HDD ZM Olimpija, ki je osvojila naslova prvaka v slovenski ligi in v mednarodni ligi.

## Postava
- Trener:  Marjan Gorenc

| Vratarji | Vratarji  | Vratarji       | Vratarji    | Vratarji | Vratarji                | Vratarji             |
| -------- | --------- | -------------- | ----------- | -------- | ----------------------- | -------------------- |
| #        | Nar       | Igralec        | Boljša roka | Sez.     | Starost (rojstni dan)   | Kraj rojstva         |
|          | Slovenija | Klemen Mohorič | leva        | 5        | 26 let (25. maj 1975)   | Kranj, Slovenija     |
|          | Slovenija | Aleš Sila      | leva        | 1        | 14 let (17. junij 1987) | Ljubljana, Slovenija |
|          | Slovenija | Anže Ulčar     |             | 2        | 22 let (20. julij 1979) | Bled, Slovenija      |

| Branilci | Branilci  | Branilci          | Branilci    | Branilci | Branilci                  | Branilci                    |
| -------- | --------- | ----------------- | ----------- | -------- | ------------------------- | --------------------------- |
| #        | Nar       | Igralec           | Boljša roka | Sez.     | Starost (rojstni dan)     | Kraj rojstva                |
|          | Slovenija | Igor Beribak (C)  |             | 15       | 37 let (18. maj 1964)     | Ljubljana, Slovenija        |
|          | Slovenija | Andrej Brodnik    | desna       | 10       | 31 let (4. maj 1970)      | Ljubljana, Slovenija        |
|          | Slovenija | Robert Ciglenečki | leva        | 6        | 27 let (17. julij 1974)   | Ljubljana, Slovenija        |
|          | Slovenija | Damjan Dervarič   | leva        | 3        | 19 let (6. februar 1982)  | Ljubljana, Slovenija        |
|          | Slovenija | Domen Lajevec     | leva        | 3        | 20 let (25. maj 1981)     | Ljubljana, Slovenija        |
|          | Slovenija | Peter Mihelič     |             | 7        | 22 let (5. avgust 1979)   | Ljubljana, Slovenija        |
|          | Kanada    | Evan Marble       | desna       | 1        | 29 let (9. april 1972)    | Eston, Saskatchewan, Kanada |
|          | Slovenija | Andraž Remšak     | desna       | 1        | 19 let (21. april 1982)   | Slovenija                   |
|          | Slovenija | Bojan Zajc        | desna       | 11       | 35 let (7. november 1965) | Ljubljana, Slovenija        |

| Napadalci | Napadalci          | Napadalci         | Napadalci | Napadalci   | Napadalci | Napadalci                  | Napadalci                    |
| --------- | ------------------ | ----------------- | --------- | ----------- | --------- | -------------------------- | ---------------------------- |
| #         | Nar                | Igralec           | Položaj   | Boljša roka | Sez.      | Starost (rojstni dan)      | Kraj rojstva                 |
|           | Slovenija          | Blaž Emeršič      | F         | leva        | 4         | 20 let (10. oktober 1980)  | Ljubljana, Slovenija         |
|           | Slovenija          | Aleš Fajdiga      | C         |             | 1         | 22 let (2. oktober 1978)   | Slovenija                    |
|           | Slovenija          | Jurij Goličič     | LW        | leva        | 3         | 20 let (6. april 1981)     | Kranj, Slovenija             |
|           | Kanada             | Chris Heron       | C         |             | 1         | 22 let (8. april 1979)     | Mississauga, Ontario, Kanada |
|           | Slovenija          | Matej Hočevar     | LW        | desna       | 2         | 19 let (30. april 1982)    | Ljubljana, Slovenija         |
|           | Slovenija          | Dejan Kontrec     | LW        | leva        | 15        | 31 let (23. januar 1970)   | Ljubljana, Slovenija         |
|           | Slovenija          | Aleš Mušič        | C         | leva        | 2         | 19 let (28. junij 1982)    | Ljubljana, Slovenija         |
|           | Slovenija          | Martin Pirnat     | RW        | leva        | 2         | 22 let (10. januar 1979)   | Ljubljana, Slovenija         |
|           | Slovenija          | Gregor Polončič   | F         | leva        | 3         | 20 let (5. februar 1981)   | Ljubljana, Slovenija         |
|           | Rusija · Slovenija | Ildar Rahmatuljin | RW        | leva        | 4         | 40 let (9. januar 1961)    | Kazan, Rusija                |
|           | Slovenija          | Peter Rožič       | RW        | leva        | 2         | 27 let (17. februar 1974)  | Kranj, Slovenija             |
|           | Slovenija          | Mitja Šivic       | RW        | leva        | 4         | 22 let (1. september 1979) | Brezje, Slovenija            |
|           | Slovenija          | Tomaž Vnuk        | C         | desna       | 10        | 31 let (11. april 1970)    | Ljubljana, Slovenija         |
|           | Slovenija          | Luka Žagar        | LW        | leva        | 6         | 23 let (25. junij 1978)    | Ljubljana, Slovenija         |

## Tekmovanja

### Slovenska liga
Uvrstitev: 1. mesto

#### Prvi del
| # | Klub                        | OT | Z  | N | P  | DG  | PG  | +/-  | T  |
| - | --------------------------- | -- | -- | - | -- | --- | --- | ---- | -- |
| 1 | HDD ZM Olimpija             | 14 | 13 | 1 | 0  | 126 | 24  | +102 | 27 |
| 2 | HK Acroni Jesenice          | 14 | 11 | 2 | 1  | 131 | 22  | +109 | 24 |
| 3 | HK Slavija M Optima         | 13 | 8  | 1 | 4  | 90  | 45  | +45  | 17 |
| 4 | HK Bled                     | 14 | 7  | 1 | 6  | 65  | 56  | +9   | 15 |
| 5 | HK MARC Interieri           | 14 | 5  | 1 | 8  | 46  | 95  | -49  | 11 |
| 6 | HK HIT Casino Kranjska Gora | 13 | 5  | 0 | 8  | 57  | 83  | -26  | 10 |
| 7 | HK Triglav Kranj            | 14 | 2  | 0 | 12 | 44  | 99  | -55  | 4  |
| 8 | HDK Maribor                 | 14 | 1  | 0 | 13 | 25  | 160 | -125 | 2  |

#### Drugi del
| #                             | Klub                          | OT                            | Z                             | N                             | P                             | DG                            | PG                            | +/-                           | T                             |
| Skupina A (za 1. do 4. mesto) | Skupina A (za 1. do 4. mesto) | Skupina A (za 1. do 4. mesto) | Skupina A (za 1. do 4. mesto) | Skupina A (za 1. do 4. mesto) | Skupina A (za 1. do 4. mesto) | Skupina A (za 1. do 4. mesto) | Skupina A (za 1. do 4. mesto) | Skupina A (za 1. do 4. mesto) | Skupina A (za 1. do 4. mesto) |
| ----------------------------- | ----------------------------- | ----------------------------- | ----------------------------- | ----------------------------- | ----------------------------- | ----------------------------- | ----------------------------- | ----------------------------- | ----------------------------- |
| 1                             | HDD ZM Olimpija               | 6                             | 5                             | 0                             | 1                             | 29                            | 13                            | +16                           | 14 (4)                        |
| 2                             | HK Acroni Jesenice            | 6                             | 5                             | 0                             | 1                             | 23                            | 9                             | +14                           | 13 (3)                        |
| 3                             | HK Bled                       | 6                             | 2                             | 0                             | 4                             | 21                            | 32                            | -11                           | 5 (1)                         |
| 4                             | HK Slavija M Optima           | 6                             | 0                             | 0                             | 6                             | 13                            | 32                            | -19                           | 2 (2)                         |

#### Finale
Igralo se je na štiri zmage po sistemu 1-1-1-1-1-1-1, * - po podaljšku.
| 22. marec 2002 | HDD ZM Olimpija | 1:2* | HK Acroni Jesenice | Hala Tivoli, Ljubljana |

| Poročilo tekme | Poročilo tekme        | Poročilo tekme       | Poročilo tekme              | Poročilo tekme                        |
| -------------- | --------------------- | -------------------- | --------------------------- | ------------------------------------- |
|                | (Dervarič) Kontrec 18 | (1:1, 0:0, 0:0, 0:1) | 05 Por (Tišlar) 64 Razingar | Gledalci: 2200 Sodnik: Wilfred Schimm |

| 25. marec 2002 | HK Acroni Jesenice | 3:5 | HDD ZM Olimpija | Dvorana Podmežakla, Jesenice |

| Poročilo tekme | Poročilo tekme                                          | Poročilo tekme  | Poročilo tekme | Poročilo tekme                        |
| -------------- | ------------------------------------------------------- | --------------- | --- | ------------------------------------- |
|                | (Por, Rebolj) Tišlar 10 (Maurice) Razingar 21 Rodman 22 | (1:1, 2:1, 0:3) | 11 Dervarič (Šivic, Kontrec) 38 Dervarič (Šivic) 46 Kontrec (T. Vnuk, Zajc) 46 T. Vnuk (Žagar, Marble) 51 Goličič | Gledalci: 2200 Sodnik: Wilfred Schimm |

| 28. marec 2002 | HDD ZM Olimpija | 2:3 | HK Acroni Jesenice | Hala Tivoli, Ljubljana |

| Poročilo tekme | Poročilo tekme                                                 | Poročilo tekme  | Poročilo tekme                            | Poročilo tekme                          |
| -------------- | -------------------------------------------------------------- | --------------- | ----------------------------------------- | --------------------------------------- |
|                | (Zupančič) Kunčič 08 (Vukčevič, J. Vnuk) Zupančič 40 Rodman 59 | (0:1, 1:0, 1:2) | 37 Brodnik (Kontrec) 58 T. Vnuk (Brodnik) | Gledalci: 2000 Sodnik: Roland Aumueller |

| 31. marec 2002 | HK Acroni Jesenice | 0:4 | HDD ZM Olimpija | Dvorana Podmežakla, Jesenice |

| Poročilo tekme | Poročilo tekme | Poročilo tekme  | Poročilo tekme                                                                         | Poročilo tekme                  |
| -------------- | -------------- | --------------- | -------------------------------------------------------------------------------------- | ------------------------------- |
|                |                | (0:2, 0:1, 0:1) | 02 Kontrec (Rahmatuljin) 17 Polončič (Marble, Žagar) 38 Jan (Beribak) 45 Jan (Kontrec) | Gledalci: 3500 Sodnik: ? Langer |

| 2. april 2002 | HDD ZM Olimpija | 3:2 | HK Acroni Jesenice | Hala Tivoli, Ljubljana |

| Poročilo tekme | Poročilo tekme                                                         | Poročilo tekme  | Poročilo tekme                                     | Poročilo tekme                              |
| -------------- | ---------------------------------------------------------------------- | --------------- | -------------------------------------------------- | ------------------------------------------- |
| Začetek: 17:30 | (Kontrec) Rahmatuljin 28 (Ciglenečki) Heron 51 (Jan, Heron) Kontrec 59 | (0:1, 1:0, 2:1) | 15 Rodman (Vukčevič) 59 J. Vnuk (Tišlar, Vukčevič) | Gledalci: 2200 Sodnik: Gerhard Lichtenecker |

| 4. april 2002 | HK Acroni Jesenice | 2:5 | HDD ZM Olimpija | Dvorana Podmežakla, Jesenice |

| Poročilo tekme | Poročilo tekme                        | Poročilo tekme  | Poročilo tekme                                                                | Poročilo tekme                       |
| -------------- | ------------------------------------- | --------------- | ----------------------------------------------------------------------------- | ------------------------------------ |
| Začetek: 17:30 | (Rodman) Maurice 28 (Bešlagič) Por 51 | (0:1, 1:1, 1:3) | 11 Goličič (Šivic, Zajc) 32 Šivic 46 Kontrec 58 Terglav (Goličič) 59 Polončič | Gledalci: 2000 Sodnik: Thomas Schurr |

### Mednarodna liga
Uvrstitev: 1. mesto

#### Redni del
| Poz | Klub                      | OT | TOČ | Z (ZP) | P (PP) | PG | DG  | GR  |
| --- | ------------------------- | -- | --- | ------ | ------ | -- | --- | --- |
| 1   | Alba Volán Székesfehérvár | 14 | 39  | 13 (1) | 1 (1)  | 91 | 48  | +43 |
| 2   | Dunaújvárosi Acélbikák    | 14 | 28  | 10 (2) | 4 (0)  | 67 | 32  | +35 |
| 3   | HDD ZM Olimpija           | 14 | 27  | 9 (1)  | 5 (1)  | 65 | 41  | +24 |
| 4   | HK Jesenice               | 14 | 27  | 8 (0)  | 6 (3)  | 63 | 44  | +19 |
| 5   | MHK Dubnica               | 14 | 26  | 9 (2)  | 5 (1)  | 62 | 43  | +19 |
| 6   | HK Slavija                | 14 | 12  | 4 (0)  | 10 (0) | 49 | 59  | -10 |
| 7   | HK Vojvodina Novi Sad     | 14 | 6   | 2 (0)  | 12 (0) | 30 | 87  | -57 |
| 8   | KHL Medveščak             | 14 | 3   | 1 (0)  | 13 (0) | 38 | 108 | -70 |

#### Končnica

##### Polfinale
| 3. februar 2002 | HDD ZM Olimpija | 4:2 | Dunaújvárosi Acélbikák | Hala Tivoli, Ljubljana |

| Poročilo tekme | Poročilo tekme | Poročilo tekme | Poročilo tekme | Poročilo tekme |
| -------------- | -------------- | -------------- | -------------- | -------------- |
|                |                | (1-0,1-1,2-1)  |                |                |

| 20. februar 2002 | Dunaújvárosi Acélbikák | 4:3* | HDD ZM Olimpija | Dunaújvárosi Jégcsarnok, Dunaújváros |

| Poročilo tekme | Poročilo tekme | Poročilo tekme    | Poročilo tekme | Poročilo tekme |
| -------------- | -------------- | ----------------- | -------------- | -------------- |
|                |                | (1-1,1-1,2-0,0-1) |                |                |

##### Finale
| 24. februar 2002 | HDD ZM Olimpija | 4:1 | Alba Volan Székesfehérvár | Hala Tivoli, Ljubljana |

| Poročilo tekme | Poročilo tekme | Poročilo tekme  | Poročilo tekme | Poročilo tekme |
| -------------- | -------------- | --------------- | -------------- | -------------- |
|                |                | (1:0, 1:1, 2:0) |                |                |

| 27. februar 2002 | Alba Volan Székesfehérvár | 5:3* | HDD ZM Olimpija | Ledena dvorana, Székesfehérvár |

| Poročilo tekme | Poročilo tekme | Poročilo tekme       | Poročilo tekme | Poročilo tekme |
| -------------- | -------------- | -------------------- | -------------- | -------------- |
|                |                | (1:1, 3:0, 1:1, 0:1) |                |                |

## Statistika

### Najboljši strelec
| # | Igralec           | G  | P  | T  |
| - | ----------------- | -- | -- | -- |
| 1 | Dejan Kontrec     | 15 | 23 | 38 |
| 2 | Tomaž Vnuk        | 18 | 19 | 37 |
| 3 | Ildar Rahmatuljin | 15 | 21 | 36 |